# Cecilia Francis
Cecilia Francis (* 17. September 1996 in Lagos) ist eine nigerianische Leichtathletin, die sich auf den Sprint spezialisiert hat.

## Sportliche Laufbahn
Erste Erfahrungen bei internationalen Meisterschaften sammelte Cecilia Francis im Jahr 2013, als sie bei den Jugendafrikameisterschaften in Warri ursprünglich die Silbermedaille im 100-Meter-Lauf gewann. Sie wurde aber anschließend positiv auf anabole Steroide getestet und ihr die Medaille daraufhin aberkannt und die damals Sechzehnjährige für ein Jahr gesperrt. 2015 startete sie mit der nigerianischen 4-mal-100-Meter-Staffel bei den Weltmeisterschaften in Peking und verpasste dort den Finaleinzug und wurde später aufgrund einer positiven Dopingprobe ihrer Mitstreiterin Deborah Oluwaseun Odeyemi disqualifiziert. Anschließend belegte sie bei den Afrikaspielen in Brazzaville in 11,53 s den fünften Platz über 100 m und siegte in 43,10 s gemeinsam mit Blessing Okagbare, Ngozi Onwumere und Lawretta Ozoh in der 4-mal-100-Meter-Staffel. 2017 zog sie in die Vereinigten Staaten und studierte dort bis 2021 an der Middle Tennessee State University in Murfreesboro.

## Persönliche Bestleistungen
- 100 Meter: 11,50 s (+0,3 m/s), 7. Juli 2016 in Sapele
  - 60 Meter (Halle): 7,34 s, 13. Februar 2021 in Nashville
- 200 Meter: 23,69 s (+0,5 m/s), 21. Mai 2016 in Sapele
  - 200 Meter (Halle): 24,72 s, 17. Februar 2018 in Birmingham